# 吉田町 (島根県)
吉田町（よしだまち）は、島根県美濃郡にあった町。現在の益田市の一部にあたる。

## 地理
北は日本海に面していた。
- 河川：高津川、益田川[1]

## 歴史
- 1889年（明治22年）4月1日、町村制の施行により、美濃郡中吉田村、中島村、中須村、久城村、下本郷村、乙吉村、上吉田村、多田村が合併して村制施行し、吉田村が発足[1][2]。
- 1934年（昭和9年）7月1日 - 町制施行し吉田町となる[1][2]。
- 1941年（昭和16年）2月11日 - 美濃郡益田町、高津町と合併し石見町を新設して廃止[1][2]。

### 地名の由来
良田、葦田に由来。

## 産業
農業、漁業

## 交通

### 鉄道
- 1923年（大正12年）- 国有鉄道山陰本線 石見益田駅（現益田駅）開設[1]

### 港湾
- 中島港[1]